# Claus Emmeche
Claus Emmeche (Copenhague, 1956) é um biólogo, filósofo e linguista dinamarquês, professor do Instituto de Biologia da Universidade de Copenhague e líder do Centro de Filosofia da Natureza e dos Estudos da Ciência (CPNSS, parte do Instituto Niels Bohr). É reconhecido pelas pesquisas realizadas nas áreas de filosofia da ciência, filosofia da biologia, sistemas complexos e biossemiótica.

## Obras
- The Garden in the Machine: The Emerging Science of Artificial Life, Princeton University Press, (ISBN 0691029032)
- Downward Causation: Minds, Bodies and Matter by Peter Bogh Andersen, Claus Emmeche, Niels Ole Finnemann, and Peder Voetmann Christiansen.  Princeton University Press, (ISBN 0691029032) (1996)
- Towards a Semiotic Biology: Life is the Action of Signs, ed. by Claus Emmeche, and Kalevi Kull. London: Imperial College Press. (2011).